# Éditions Conard

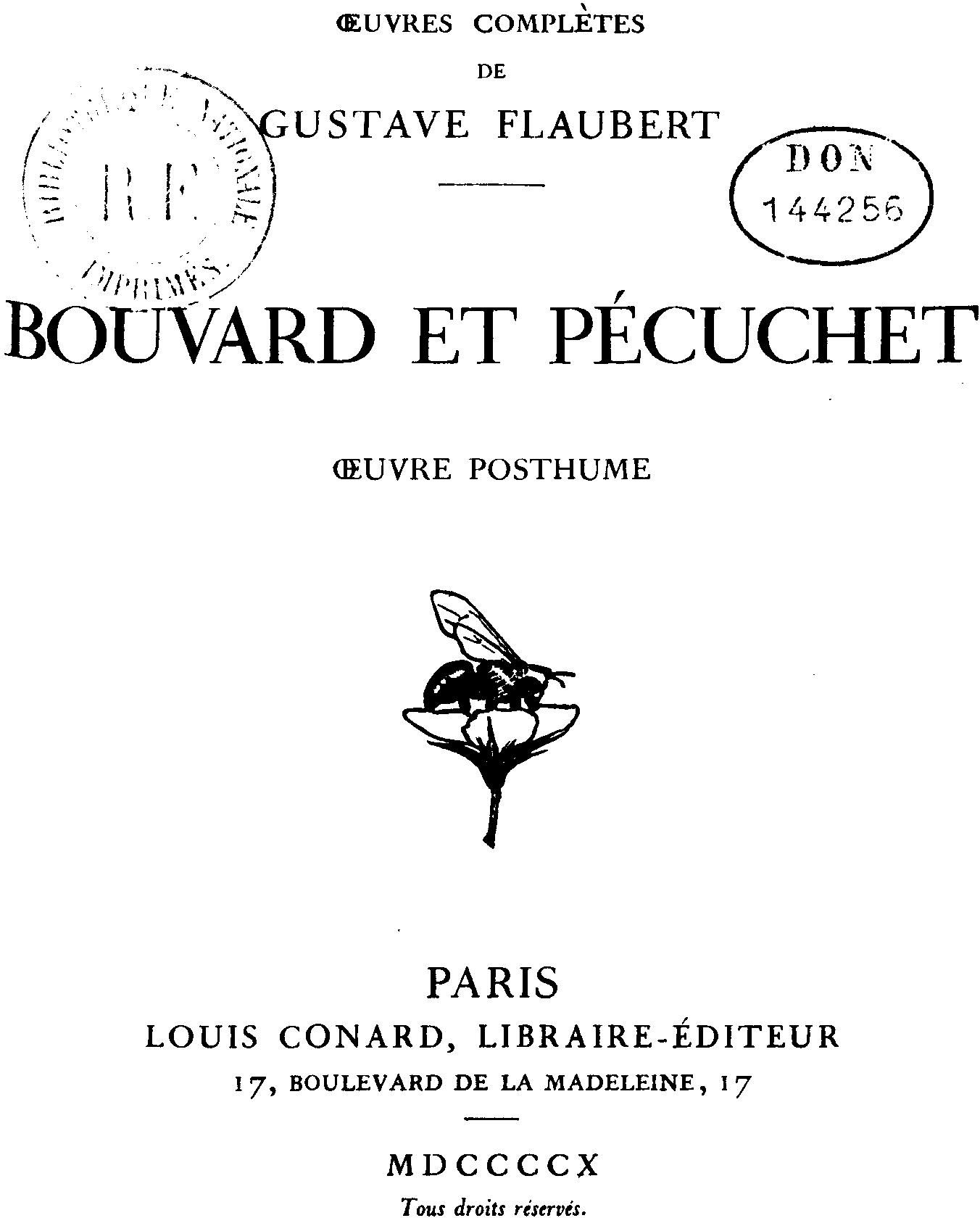
Page de titre de Bouvard et Pécuchet de Gustave Flaubert aux Éditions Louis Conard.

Les Éditions Louis Conard étaient une maison d'édition française du XXe siècle fondée et dirigée par Louis Conard en 1902.

## Histoire de la maison
Louis Conard (1867-1944), formé aux éditions Alphonse Lemerre, lança en 1902 une maison spécialisée dans les œuvres complètes d'auteurs du XIXe siècle. Le siège était situé au 6 place de la Madeleine ; on y trouvait une librairie vendant par ailleurs surtout des livres anciens à une clientèle assez chic.
On doit à Louis Conard, entre autres, l'édition des œuvres complètes de Baudelaire, d'Alexandre Dumas (1923-1945), de Guy de Maupassant (éditée par Pol Neveux), ainsi que l'édition illustrée par Charles Huard des Œuvres complètes (1912-1940) d'Honoré de Balzac sous la direction de Marcel Bouteron.
Concernant Flaubert et outre son œuvre romanesque et ses essais, Conard permit entre 1926 et 1930 l'édition en 9 volumes d'une bonne partie de la correspondance générale de l'auteur, soit près de 2000 lettres.
Marques et colophons de la maison furent un temps dessinés par Ferdinand Bac : l'un représentait une dame en crinoline tenant à la main un livre et légendé ainsi : « Une dame élégante sort, ravie, de la librairie Conard ».
En janvier 1943, Conard cède sa maison et sa librairie au galeriste Jacques Lambert, propriétaire de la Galerie de France. Le fonds sera liquidé par le fils de ce dernier, Jean, en 1976.
Louis Conard fait appel à des relieurs d'éditeur parfois renommés tels Georges Canape.

## Hommage
Il a existé une impasse Conard dans le 15ème arrondissement, donnant sur la rue Castagnary.